# Sophronica pseudintricata
Sophronica pseudintricata là một loài bọ cánh cứng trong họ Cerambycidae.